# Bród (condado de Garwolin)
Bród es un pueblo de Polonia, en Mazovia. Se encuentra en el distrito (Gmina) de Żelechów, perteneciente al condado (Powiat) de Garwolin. Se encuentra aproximadamente a 5 km al norte de Żelechów, 21 km al este de Garwolin, y a 76 km al sureste de Varsovia. 
Entre 1975 y 1998 perteneció al voivodato de Siedlce.